# Dana Faletic
Dana Faletic (Hobart, 1 de agosto de 1977) es una deportista australiana que compitió en remo.
Participó en dos Juegos Olímpicos de Verano, obteniendo una medalla de bronce en Atenas 2004, en la prueba de cuatro scull, y el cuarto lugar en Londres 2012, en la misma prueba.
Ganó dos medallas en el Campeonato Mundial de Remo, en los años 2003 y 2006.

## Palmarés internacional
| Juegos Olímpicos   | Juegos Olímpicos   | Juegos Olímpicos  | Juegos Olímpicos |
| Año                | Lugar              | Medalla           | Prueba           |
| ------------------ | ------------------ | ----------------- | ---------------- |
| 2004               | Atenas (Grecia)    | Medalla de bronce | Cuatro scull     |
| Campeonato Mundial |                    |                   |                  |
| Año                | Lugar              | Medalla           | Prueba           |
| 2003               | Milán (Italia)     | Medalla de oro    | Cuatro scull     |
| 2006               | Eton (Reino Unido) | Medalla de plata  | Cuatro scull     |